# Amblycerus robiniae
Amblycerus robiniae är en skalbaggsart som först beskrevs av Fabricius 1781.  Amblycerus robiniae ingår i släktet Amblycerus och familjen bladbaggar. Inga underarter finns listade i Catalogue of Life.